# Distretto di Covasna
Il distretto di Covasna (in ungherese Kovászna megye, in romeno Județul Covasna ) è uno dei 41 distretti della Romania, ubicato nella regione storica della Transilvania, al confine con la Moldavia.

## Centri principali
| Comune                  | Abitanti |
| ----------------------- | -------- |
| Sfântu Gheorghe         | 61 704   |
| Târgu Secuiesc          | 20 128   |
| Covasna                 | 11 511   |
| Baraolt                 | 9 606    |
| Întorsura Buzăului      | 9 018    |
| Dati del 1º luglio 2007 |          |

## Geografia antropica

### Suddivisioni amministrative
Il distretto è composto da 2 municipi, 3 città e 40 comuni.

#### Municipi
- Sfântu Gheorghe
- Târgu Secuiesc

#### Città
- Baraolt
- Covasna
- Întorsura Buzăului

#### Comuni
- Aita Mare
- Arcuș
- Barcani
- Bățani
- Belin
- Bixad
- Bodoc
- Boroșneu Mare

- Brateș
- Brăduț
- Brețcu
- Catalina
- Cernat
- Chichiș
- Comandău
- Dalnic

- Dobârlău
- Estelnic
- Ghelința
- Ghidfalău
- Hăghig
- Ilieni
- Lemnia
- Malnaș

- Mereni
- Micfalău
- Moacșa
- Ojdula
- Ozun
- Poian
- Reci
- Sânzieni

- Sita Buzăului
- Turia
- Valea Crișului
- Valea Mare
- Vâlcele
- Vârghiș
- Zagon
- Zăbala